# REDD
REDD (Reducing emissions from deforestation and forest degradation), är ett system som planeras för att förhindra avskogning av de tropiska regnskogarna och som förhandlas inom ramen för klimatkonventionen (UNFCCC) och de internationella klimatförhandlingarna. I generella termer handlar det om att skapa ett system där rika länder betalar fattiga länder för att inte hugga ner sin skog.

## Bakgrund
Skogsbruk, inklusive avskogning står för omkring 17% av världens koldioxidutsläpp. Därför är det viktigt att minska avskogningen som en del av arbetet med att motverka klimatförändringarna. Bland andra Sternrapporten har dessutom bedömt att det skulle vara ett kostnadseffektivt sätt att göra stora utsläppsminskningar. Skogen fick begränsat utrymme i Kyotoprotokollet men år 2007 möttes klimatkonventionens (UNFCCC) parter på Bali för att diskutera kommande avtal. I ett beslut från det mötet uppmanas parterna att ”utforska en rad åtgärder, identifiera och vidta ansträngningar, inklusive demonstrationsprojekt” för att komma åt avskogningens drivkrafter och minska utsläppen från avskogning i utvecklingsländer .
Inför FN:s klimatkonferens i Köpenhamn i december 2009 fanns stora förhoppningar om att REDD skulle bli en del det avtal som skulle förhandlas fram. Mötet slutade utan att något nytt avtal slutits, men det rådde enighet om att det arbete med REDD som påbörjats skulle fortsätta och att länder ska få stöd för att utforma strategier för REDD.

## Avtal om REDD antas i Cancún
Vid Förenta nationernas klimatkonferens i Cancún 2010 togs flera steg närmare ett slutligt avtal och man fastslog nödvändigheten av att minska utsläppen av växthusgaser från avskogning. Man kom även överens om att det är alla länders gemensamma ansvar att stoppa avskogningen och att utvecklade länder bär ett ansvar att finansiera och stödja utvecklingsländerna i denna riktning.
Man fastslog även att REDD+ ska omfatta att:
- Minska utsläppen från avskogning
- Minska utsläppen från degradering av skog.
- Bevara kolinnehåll i skogar
- Hållbart skogsbruk
- Öka lagring av kol i skogar

Utvecklingsländer uppmanas ta fram en handlingsplan där de beskriver de åtgärder man tänker vidta för att stoppa avskogningen. Denna plan ska visa hur man beräknar avskogningstakten och visa hur man tänker övervaka och rapportera de åtgärder man vidtar. Denna handlingsplan och de åtgärder man föreslår ska ta hänsyn till drivkrafter bakom avskogningen, markägarförhållanden, jämställdhetsfrågor och ursprungsbefolkningars rättigheter. Dessutom måste man undvika att försämra den biologiska mångfalden eller hota urskogar Många frågor och detaljer återstår dock att lösa. Exempelvis uppmanas alla länder att utforska alternativ för att finansiera åtgärder mot avskogning genom marknader.

## Knäckfrågor
Flera frågor återstår fortfarande att lösa innan REDD börjar tillämpas i praktiken. Bland annat finns frågetecken gällande finansiering, mätmetoder och vilka garantier man kan ge för att inte REDD ska få negativa konsekvenser för fattiga människor som är beroende av skogen eller för biologisk mångfald.

### Finansiering
Frågan om hur REDD ska finansieras är svårlöst, men avgörande för hur och om systemet ska fungera. Enkelt uttryckt står den största skiljelinjen i förhandlingarna mellan de som tycker att betalningar ska göras genom fonder och de som tycker att systemet ska vara marknadsbaserat. De flesta är överens om att endast de länder som kan uppvisa verkliga resultat i form av minskad avskogning ska få ersättning, och att ersättningen ska stå i relation till resultaten.
I ett fondbaserat system skulle rika länder betala in pengar till fonder som i sin tur skulle betala ut till de länder som minskar sin avskogning. I ett marknadsbaserat system skulle de länder som minskar sin avskogning belönas krediter som kan säljas och användas som kompensation för andra utsläpp från till exempel fossila bränslen. Brasilien är ett av de länder som har motsatt sig detta. Argumentet som används mot ett marknadsbaserat system är ofta att det skulle göra det möjligt för rika länder att köpa sig fria från att minska sina utsläpp på hemmaplan genom att betala fattiga länder för att bevara sin skog. Många ifrågasätter om det är till någon nytta för klimatet. Dessutom kräver ett marknadsbaserat system väldigt detaljerad övervakning, något som är tekniskt avancerat och kostsamt.
Ett argument mot ett fondbaserat system är att det kommer att vara omöjligt att mobilisera tillräckligt med pengar om inte de som betalar får tillgodoräkna sig nyttan av betalningarna på något sätt.

### Metodfrågor
Metodfrågorna som ska lösas handlar framför allt om hur man mäter, beräknar och övervakar fyra saker:
- Referensscenario – alltså det man ska utgår från när man mäter hur avskogningstakten har förändrats.
- Additionalitet – alltså att förändringarna i avskogningstakt faktiskt beror på REDD-insatser och att de inte hade varit möjliga utan pengar från REDD-systemet.
- Läckage – att den minskade avskogningen på en plats inte leder till ökad avskogning någon annanstans.
- Permanens – att kolet som finns lagrat i träden inte släpps ut på grund av framtida avskogning, skogsbränder eller annat.

I många utvecklingsländer råder stor brist på information och data om hur stora landets skogar är och hur de har förändrats över tid och hur mycket kol som finns lagrat i skogarna . Systemen för mätning och övervakning är ofta bristfälliga. Därför kommer det att behövas mycket arbete med att förbereda länder som ska delta i REDD med att bygga teknisk kapacitet.

### REDD, REDD+ och REDD++
På senare tid har diskussionerna om REDD kommit att handla om mer än minskad avskogning och degradering av skog. Avtalet i Cancún är närmast ett REDD+, som även innefattar bevarande av skog, hållbart skogsbruk och ökad lagring av kol i skogen. Vissa argumenterar även för att man ska inkludera även annan markanvändning. REDD++ innefattar även jordbruk.
REDD+ har kritiserats av många miljöorganisationer och andra. De varnar för att om man inkluderar hållbart skogsbruk i REDD-systemet kan det leda till att skogsbolag inom ramen för REDD kan hugga ner urskog och ersätta den med plantager . Bland annat Filippinerna, Mexiko och Brasilien har argumenterat för att avtalen ska innehålla skrivelser som omöjliggör detta. Kongo-Kinshasa, Kamerun, Kongo-Brazzaville och Ekvatorialguinea hävdar däremot att detta skulle förhindra dem att bedriva skogsbruk och därmed bekämpa fattigdomen i sina länder.

### Rättighetsfrågor
Många fattiga människor är på olika sätt beroende av skogen för sitt uppehälle. För dem riskerar ett avtal om REDD att få förödande konsekvenser om det är fel utformat. Många hävdar dessutom att REDD inte kan fungera om man inte involverar fattiga människor och ursprungsfolk som lever i och/eller av skogarna. Några viktiga frågor är:
- Hur betalningarna fördelas.
- Hur frågor om markrättigheter behandlas.
- Ursprungsfolks och lokalsamhällens delaktighet i beslut.

Bolivia och Tuvalu har argumenterat för att avtalet ska innehålla referenser till FN:s deklaration om ursprungsfolks rättigheter (UNDRIP) . Andra länder är mer tveksamma till uttalade referenser till deklarationen, som bland annat innehåller krav på att ursprungsfolken ska ge sitt fulla medgivande till åtgärder som berör dem.

## Pilotprojekt
I väntan på förhandlingarna av det nya klimatavtalet har flera pilotprojekt för REDD satts igång för att förbereda länder för REDD och testa olika metoder och system.

### UN-REDD
Ett sådant projekt drivs av FN och heter UN-REDD. Från början deltog nio länder i UN-REDD: Bolivia, Indonesien, Kongo-Kinshasa, Panama, Papua Nya Guinea, Paraguay, Tanzania, Vietnam och Zambia. Dessutom har Argentina, Ecuador, Kambodja, Nepal och Sri Lanka beviljats medverkan . Projektet arbetar dels med att hjälpa länder att förbereda sig för REDD och att formulera strategier för skogssektorn och dels med att stötta utvecklingen av ett globalt REDD-system som en del av UNFCCC .

### Världsbankens FCPF
Ett annat pilotprojekt för REDD är Världsbankens Forest Carbon Partnership Facility (FCPF). I projektets första fas har 37 länder blivit utvalda för att få stöd med att etablera ett referensscenario, formulera en REDD-strategi och implementera ett övervakningssystem. I andra fasen av projektet ska ett fåtal länder väljas ut för att testa marknadsbaserade ersättningssystem för minskade utsläpp från avskogning.